# Летовник
Летовник (болг. Летовник) — село в Болгарии. Находится в Кырджалийской области, входит в общину Момчилград. Население составляет 58 человек.

## Политическая ситуация
В местном кметстве Груево, в состав которого входит Летовник, должность кмета (старосты) исполняет Ахмед Сеидахмед Ибрахим (Движение за права и свободы (ДПС)) по результатам выборов правления кметства.
Кмет (мэр) общины Момчилград — Ердинч Исмаил Хайрула (Движение за права и свободы (ДПС)) по результатам выборов в правление общины.